# Zijlkolk
De Zijlkolk is een aftakking van de Overijsselse Vecht nabij de buurtschap Genne in de Nederlandse provincie Overijssel.
Ongeveer een kilometer voor de uitmonding van de Overijsselse Vecht in het Zwarte Water bevindt zich net ten noordwesten van de voormalige havezate Den Doorn een aftakking van de Vecht, die de Zijlkolk wordt genoemd. De Zijlkolk loopt van de Vecht eerst in zuidoostelijke richting naar Den Doorn, buigt dan in noordoostelijke richting en eindigt in een niervormig wateroppervlak langs de Grinthuisweg.

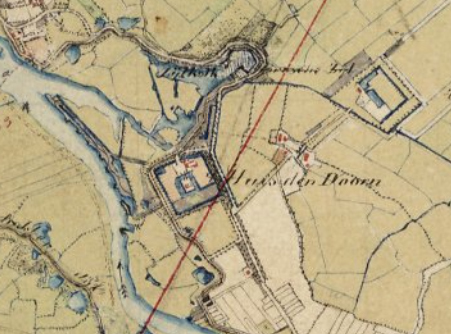
De Zijlkolk met Den Doorn op een kaart uit 1851